# 吞嚥
吞嚥（英語：swallowing，有時稱為）是指进食或饮用时食物和液体從口腔移動到胃的整个過程，是消化的重要部分。
在汉语中，“吞”通常专指“吞食”（相当于英文的一词），意思是未经啃咬直接将食物整个送入口中，只代表入嘴过程，因此并不能算是消化的一部分；而“咽”专指将口腔中的食物送入胃里，与上面同义，也是此条目的主题。

## 过程
吞咽大致包括口腔、咽喉和食道三个阶段：
1. 在口腔中，食物由于颊肌和舌頭的作用被移到舌背后方，然后舌背前部紧贴硬腭，食物被推向软腭后方而至口咽部。这一过程是随意的。
2. 当食物经软腭入口咽时，刺激了软腭部的感受器，引起软腭上提封闭鼻咽通路，防止食物从鼻腔倒流出去；同时呼吸暂停，會厭下翻遮盖喉部關閉通往气管的开口，如此食物在通过喉咽时便不會流入气道中引发异物堵塞呼吸道和吸入性肺炎；随后食道上口松弛张开，食物从咽被挤入食道。这一过程都是不自主的反射動作，进行得很快，通常仅需0.1秒左右。对于成年男性而言，由于喉结较为突出，甲状软骨会随着会厌下翻而一起上提，因此能够比较直观地观察到吞咽过程。
3. 食物进入食道后，引起食道自主蠕动，将食物经贲门推送入胃。蠕动是由食道平滑肌的顺序舒张和收缩组成的一种向前推进的波形运动，在食物的上端为一收缩波，下端则为一舒张波，舒张波和收缩波不断向下移动，食物也逐渐被推送入胃。不過人類的食道有三個地方比較細窄，分別是上端连接喉咽的入口、左支气管交叉部份以及貫穿橫膈膜的部分，因此若未充分咀嚼和液体润滑就往肚子里硬嚥，未经软化的食物团便很容易卡在這幾個地方造成堵塞[2]，即所谓的“噎住”了。

## 外部連結
- MCG生理学 6/6ch3/s6ch3_15
- Overview at nature.com（页面存档备份，存于）
- Anatomy and physiology of swallowing at dysphagia.com
- Swallowing animation (flash) at hopkins-gi.org
- [Article on French Wikipedia] See : "非典型吞咽（法语：Déglutition atypique）" = unfunctional or pathological swallowing.